# Hieracium lintonii
Hieracium lintonii es una especie de planta con flor del género Hieracium, de la familia Asteraceae, orden Asterales.

## Distribución
Hieracium lintonii se distribuye por Inglaterra y Gales.

## Taxonomía
Fue descrita científicamente por Ley.